# Pseudopoda albonotata
Pseudopoda albonotata là một loài nhện trong họ Sparassidae.
Loài này thuộc chi Pseudopoda. Pseudopoda albonotata được Peter Jäger miêu tả năm 2001.